# عصر البرونز (تمثال)
عصر البرونز هو تمثال برونزي للنحات الفرنسي أوغوست رودان.